# Kazuhiro Murakami
Kazuhiro Murakami (Mie, 20 januari 1981) is een Japans voetballer.

## Carrière
Kazuhiro Murakami speelde tussen 1999 en 2009 voor Yokohama F. Marinos, Vegalta Sendai en Kawasaki Frontale. Hij tekende in 2010 bij Omiya Ardija.